# Hadrovci (gmina Kotor Varoš)
Hadrovci (cyr. Хадровци) – wieś w Bośni i Hercegowinie, w Republice Serbskiej, w gminie Kotor Varoš. W 2013 roku liczyła 137 mieszkańców.